# Ziua cârtiței
Ziua cârtiței (titlu original: Groundhog Day, cu sensul de Ziua marmotei) este un film american din 1993 regizat de Harold Ramis. În rolurile principale joacă actorii Bill Murray, Andie MacDowell și Chris Elliott.

## Prezentare
Phil Connors este un prezentator de meteo care este trimis, fără tragere de inimă, să facă un reportaj despre prognozarea vremii de către un "șobolan" (așa cum îl numește el) în cadrul unui festival anual. Acesta este al patrulea an când participă la „Ziua cârtiței” și nu face niciun efort pentru a-și ascunde frustrarea. Dar, când se trezește în ziua  "următoare" descoperă că este din nou „Ziua cârtiței” și din nou, și din nou. La început, faptul că se repetă aceeași zi Connors îl folosește în avantajul său, dar apoi își dă seama că este sortit să petreacă o eternitate în același loc, văzând aceleași persoane făcând același lucru în fiecare zi.

## Distribuție
- Bill Murray ca Phil Connors
- Andie MacDowell ca Rita Hanson
- Chris Elliott ca Larry
- Stephen Tobolowsky ca Ned Ryerson

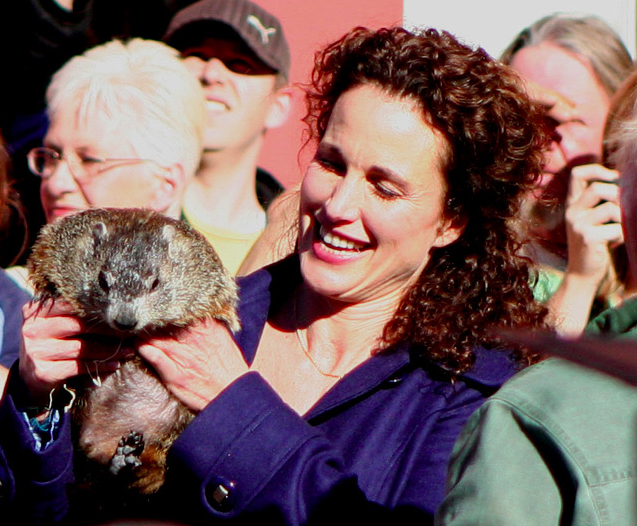
Andie MacDowell cu o marmotă, 2008

- Brian Doyle-Murray ca Buster Green
- Angela Paton ca Mrs. Lanchester
- Rick Ducommun ca Gus
- Rick Overton ca Ralph
- Robin Duke ca Doris, chelnerița
- Marita Geraghty ca Nancy Taylor
- Harold Ramis ca Neurolog
- Willie Garson ca Asist. lui Phil, Kenny
- Ken Hudson Campbell ca om în hol
- Richard Henzel ca D.J. #1
- Rob Riley ca D.J. #2
- David Pasquesi ca psihiatru
- Hynden Walch ca Debbie
- Michael Shannon ca  Fred
- Eric Saiet ca fiul lui Buster